# Laticauda colubrina

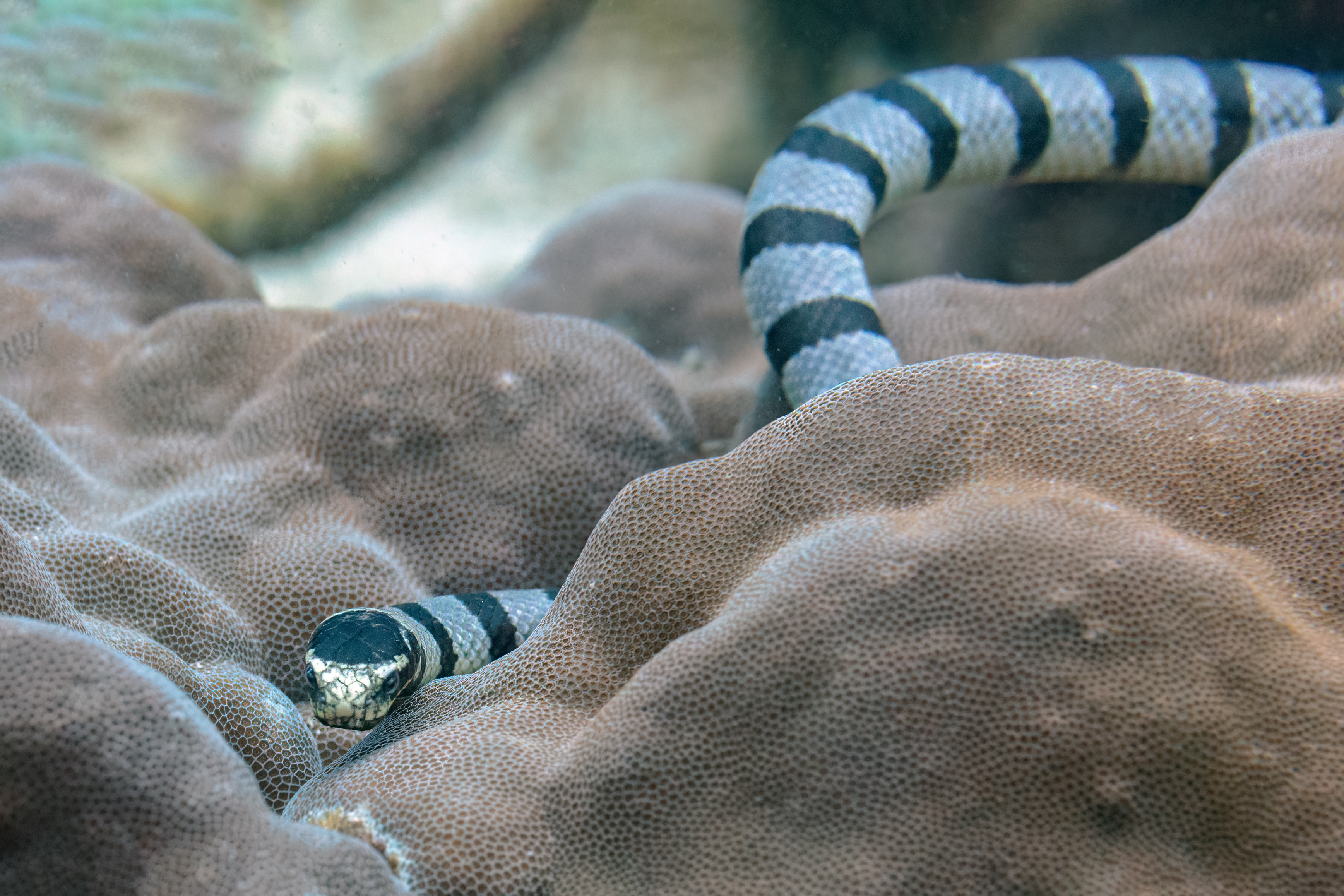
Esemplare ad Anilao, Filippine

Il serpente di mare bocca gialla (Laticauda colubrina) noto anche come serpente labbra gialle, serpente coda larga, serpente di mare dagli anelli, serpente di mare fasciato, serpente di mare bendato o semplicemente laticauda, appartiene alla famiglia degli elapidi e alla sottofamiglia Hydrophiinae, che comprende tutti i serpenti di mare che, come lui, si sono adattati alla vita marina.

## Aspetto
Il serpente bocca gialla è caratterizzato da strisce bianche e nere di pari larghezza che si alternano tra loro. La testa, contornata da una parte bianca che arriva fino alla bocca, ha la parte superiore quasi completamente nera. Molto simile a Laticauda laticaudata, se ne distingue per via della bocca completamente gialla. La coda è appiattita in modo da favorirne i movimenti in acqua. Le femmine sono più grandi e più pesanti rispetto ai maschi e possono arrivare a pesare fino a 3 volte i maschi.

## Habitat
Il Laticauda colubrina vive nelle acque del Golfo del Bengala, dell’oceano Indiano e dell’Oceano Pacifico. Gli stati nelle cui coste vivono questi serpenti marini sono: Thailandia, Malaysia, Singapore, India, Taiwan, Giappone, Australia, Papua Nuova Guinea, Indonesia, Vietnam, Cina, Isole Salomone, Filippine, Samoa e Sri Lanka. Questo serpente marino si trova in una vasta gamma di habitat. Si trova tra le barriere coralline, tra le mangrovie, nei pressi delle isole ed anche in mare aperto. In generale però il Laticauda colubrina sembra prediligere le acque poco profonde.

## Comportamento
Questo rettile, essendo tale, ha bisogno di uscire dall’acqua per respirare, trascorrendo circa il 25% della giornata sulla terraferma ed il restante in acqua (dato ancora da ufficializzare).
La durata della vita di questi serpenti è ancora sconosciuta, quel che è certo è che non possono essere tenuti in cattività poiché muoiono. Se messi in un acquario di solito rifiutano il cibo e diventano anoressici. I loro principali predatori sono le aquile di mare e gli squali.

## Alimentazione
La loro diversità di peso e di dimensioni si riflette anche sul tipo di dieta. Questi serpenti marini si nutrono prevalentemente di anguille. Le femmine mangiano anguille di grandi dimensioni mentre i maschi si nutrono di quelle più piccole. La stessa cosa vale per le murene, i maschi cacciano le murene giovani e piccole mentre le femmine quelle più grandi. Per procurarsi il cibo questi serpenti marini sondano le crepe e le fessure delle barriere coralline e delle rocce. Sono dotati di denti veleniferi che contengono potenti neurotossine. Questi composti tossici agiscono sui muscoli del diaframma delle loro prede. Quando un’anguilla viene morsa, le neurotossine agiscono molto velocemente. In poco tempo l’anguilla non è più in grado di nuotare e di respirare. Dopo essersi nutrito, il Laticauda colubrina non riesce più a nuotare con agilità. Se dovesse restare in acqua sarebbe più vulnerabile ai predatori. Per questo motivo si sposta sulla terraferma dove digerisce in un ambiente più sicuro.

## Veleno
Il veleno del Laticauda colubrina è molto potente, il suo LD50 è di 0,45 mg per Kg. Contiene una neurotossina che attacca le membrane postsinaptiche dei muscoli. Le vittime muoiono in breve tempo per arresto respiratorio e conseguente collasso cardiovascolare. Tuttavia il Laticauda colubrina è noto per essere un serpente di mare molto docile. Difficilmente attacca l’uomo, mordendo solo se costretto. Quando minacciato preferisce spesso la fuga.

## Riproduzione
Il serpente marino è oviparo e quindi torna a terra per deporre le uova già fecondate dal maschio. Il periodo di accoppiamento va da settembre a dicembre, mentre la schiusa delle uova avviene da giugno ad agosto. Non appena le uova si schiudono, i piccoli che ne fuoriescono assomigliano in tutto e per tutto agli adulti e non hanno bisogno di subire alcuna metamorfosi. Si sviluppano in breve tempo ed i maschi raggiungono la maturità sessuale in circa un anno e mezzo. Le femmine invece sono mature sessualmente da un anno e mezzo ai due anni e mezzo di età.